# Торсби (Алабама)
Торсби (енгл. Thorsby) град је у америчкој савезној држави Алабама. По попису становништва из 2010. у њему је живело 1.980 становника.

## Демографија
Према попису становништва из 2010. у граду је живело 1.980 становника, што је 160 (8,8%) становника више него 2000. године.
| Група             | 2000.         | 2010.         |
| Белци             | 1.656 (91,0%) | 1.733 (87,5%) |
| Афроамериканци    | 110 (6,0%)    | 112 (5,7%)    |
| Азијати           | 4 (0,2%)      | 11 (0,6%)     |
| Хиспаноамериканци | 43 (2,4%)     | 113 (5,7%)    |
| Укупно            | 1.820         | 1.980         |